# 滇蜀无柱兰
滇蜀无柱兰（学名：Amitostigma tetralobum）为兰科无柱兰属的植物，是中国的特有植物。分布于中国大陆的四川、云南等地，生长于海拔1,500米至2,700米的地区，多生长于山坡林下覆有土的岩石上或山坡草地，目前尚未由人工引种栽培。